# چاه ذوالفقار
چاه ذوالفقار، روستایی از توابع شهرستان چگنی  در استان لرستان ایران از آثار تاریخی آن پل تاریخی کشکان که در فاصله ۲کیلومتری آن قرار دارد.

## جمعیت
این روستا در دهستان تشکن قرار دارد و براساس سرشماری مرکز آمار ایران در سال ۱۳۸۵، جمعیت آن ۵۸۸ نفر (۱۱۷خانوار) بوده‌است.